# Petyr Weliczkow
Petyr Weliczkow Jordanow (bułg. Петър Величков Йорданов, ur. 8 sierpnia 1940, zm. 1993) – bułgarski piłkarz grający na pozycji napastnika. W swojej karierze rozegrał 16 meczów w reprezentacji Bułgarii, w których strzelił 1 gola.

## Kariera klubowa
W swojej karierze piłkarskiej Weliczkow występował w klubie Slawia Sofia.

## Kariera reprezentacyjna
W reprezentacji Bułgarii Weliczkow zadebiutował 26 czerwca 1960 roku w przegranym 0:4 towarzyskim spotkaniu z Polską. W 1962 roku został powołany do kadry Bułgarii na mistrzostwa świata w Chile. Zagrał na nich w trzech meczach: z Argentyną (0:1), z Węgrami (1:6) i z Anglią (0:0). Od 1960 do 1964 roku rozegrał w kadrze narodowej 16 meczów i strzelił w nich 1 gola.
| Mecze i gole w reprezentacji | Mecze i gole w reprezentacji | Mecze i gole w reprezentacji | Mecze i gole w reprezentacji | Mecze i gole w reprezentacji | Mecze i gole w reprezentacji | Mecze i gole w reprezentacji |
| #                            | Data                         | Stadion                      | Rywal                        | Wynik                        | Gol                          | Rozgrywki                    |
| 1960                         | 1960                         | 1960                         | 1960                         | 1960                         | 1960                         | 1960                         |
| ---------------------------- | ---------------------------- | ---------------------------- | ---------------------------- | ---------------------------- | ---------------------------- | ---------------------------- |
| 1.                           | 26.06.1960                   | Chorzów, Polska              | Polska                       | 0:4                          | 0                            | towarzyski                   |
| 1961                         |                              |                              |                              |                              |                              |                              |
| 2.                           | 29.10.1961                   | Sofia, Bułgaria              | Finlandia                    | 3:1                          | 1                            | el. MŚ 1962                  |
| 3.                           | 16.12.1961                   | Mediolan, Włochy             | Francja                      | 1:0                          | 0                            | el. MŚ 1962                  |
| 4.                           | 24.12.1961                   | Bruksela, Belgia             | Belgia                       | 0:4                          | 0                            | towarzyski                   |
| 1962                         |                              |                              |                              |                              |                              |                              |
| 5.                           | 30.05.1962                   | Rancagua, Peru               | Argentyna                    | 0:1                          | 0                            | MŚ 1962                      |
| 6.                           | 03.06.1962                   | Rancagua, Peru               | Węgry                        | 1:6                          | 0                            | MŚ 1962                      |
| 7.                           | 07.06.1962                   | Rancagua, Peru               | Anglia                       | 0:0                          | 0                            | MŚ 1962                      |
| 8.                           | 30.09.1962                   | Sofia, Bułgaria              | Polska                       | 2:1                          | 0                            | towarzyski                   |
| 1963                         |                              |                              |                              |                              |                              |                              |
| 9.                           | 06.01.1963                   | Algier, Algieria             | Algieria                     | 1:2                          | 0                            | towarzyski                   |
| 10.                          | 23.01.1963                   | Rzym, Włochy                 | Portugalia                   | 1:0                          | 0                            | el. ME 1964                  |
| 11.                          | 28.04.1963                   | Sofia, Bułgaria              | Czechosłowacja               | 1:0                          | 0                            | towarzyski                   |
| 12.                          | 04.09.1963                   | Magdeburg, NRD               | NRD                          | 1:1                          | 0                            | towarzyski                   |
| 13.                          | 29.09.1963                   | Sofia, Bułgaria              | Francja                      | 1:0                          | 0                            | el. ME 1964                  |
| 14.                          | 26.10.1963                   | Paryż, Francja               | Francja                      | 1:3                          | 0                            | el. ME 1964                  |
| 1964                         |                              |                              |                              |                              |                              |                              |
| 15.                          | 29.11.1964                   | Sofia, Bułgaria              | ZSRR                         | 0:0                          | 0                            | towarzyski                   |
| 16.                          | 20.12.1964                   | Stambuł, Turcja              | Turcja                       | 0:0                          | 0                            | towarzyski                   |